# Gabriel III d'Alexandrie
Gabriel III d'Alexandrie ( XIIIe siècle), est patriarche copte d'Alexandrie de  1268 à 1271 ,

## Contexte
Neveux de l'Évêque de Tamid, il est élu une première fois au Caire par une faction opposée aux laïcs qui à 
« Misr » avaient élevé au patriarcat  Jean. Afin d'éviter un schisme rendu possible par une telle concurrence, le choix est fait d'avoir recours à la tradition du tirage au sort, qui est favorable à Gabriel. Cependant Jean, bénéficiant du soutien du sultan, est en fin de compte tout de même intronisé en 1262,. En 1268 Jean est déposé en faveur de Gabriel,. Gabriel perd définitivement son siège lorsque Jean est réinstallé le 1er janvier 1271, sur ordre du sultan.